# Cleistocactus tominensis
Cleistocactus tominensis (лат.) — кактус, вид рода Клейстокактус (Cleistocactus) семейства Кактусовые (Cactaceae), эндемик Боливии. Произрастает в лесах, на скалах и в долинах Анд на высоте от 900 до 2 200 м над уровнем моря.

## Ботаническое описание

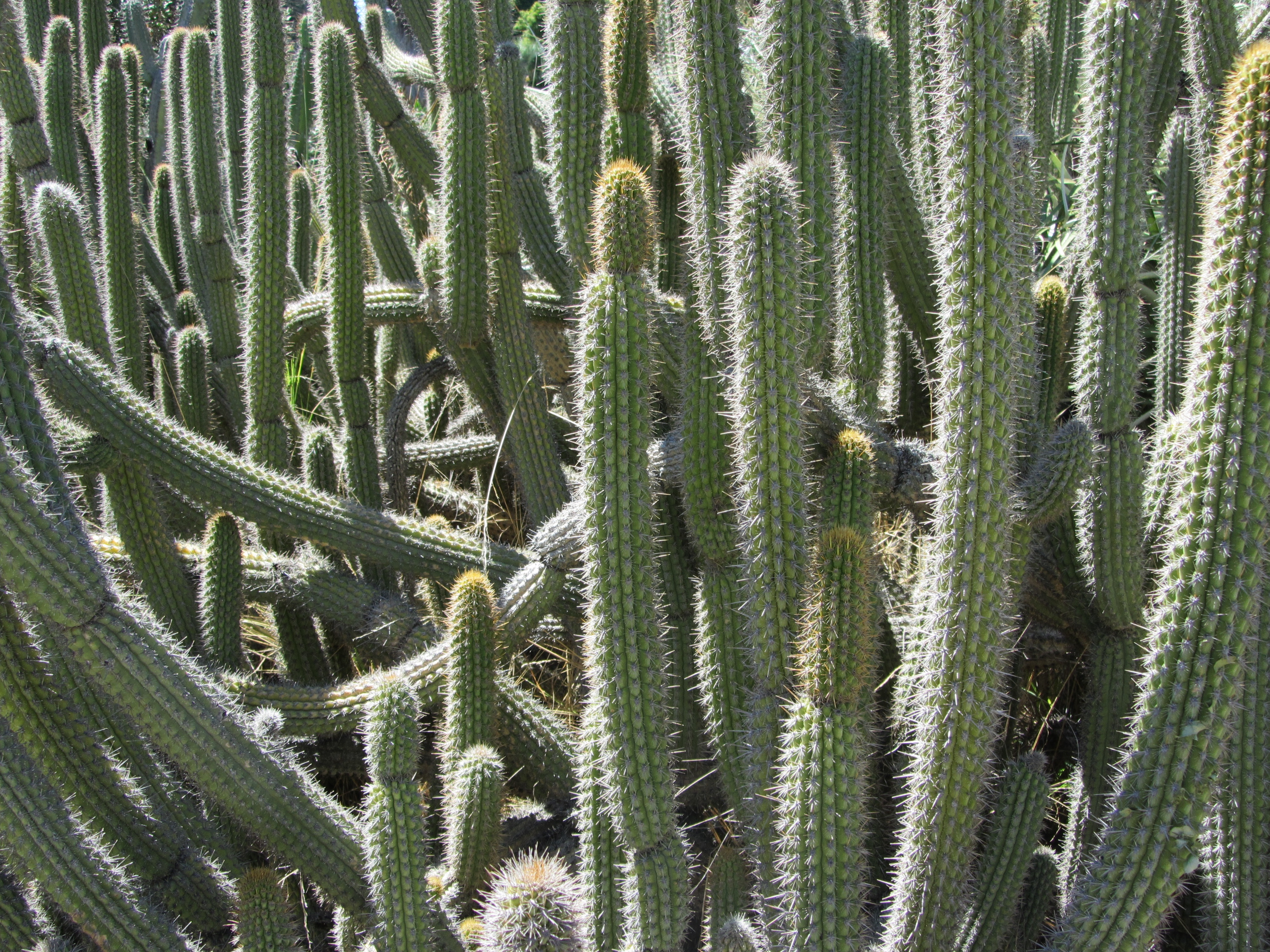
Заросли C. tominensis

Cleistocactus tominensis — кустарник с параллельными, прямостоячими побегами, которые разветвляются у основания, диаметр побегов до 5 см. Достигает высоты до 2 м. Имеется от 18 до 22 мелких рёбер с поперечной бороздкой. Колючки растут в узлах группами от 8 до 9 вначале мягкие, позже жёсткие — желтоватые, со временем до красноватого и серого цвета, до 4 см в длину. У этого вида сложно отличить центральные колючки от лучевых.
Узкие трубчатые цветки от зелёного до жёлтого или розового цвета, иногда зелёные у основания и красные к кончикам до 2,5 см в длину. Прицветники довольно широкие. Шаровидные плоды светло-розового цвета достигают в диаметре 1,8 см.

## Таксономия
Вид Cleistocactus tominensis был впервые описан как Cereus tominensis немецким ботаником-любителем Вильгельмом Вайнгартом в 1931 году. В 1936 году немецкий ботаник и систематик Курт Бакеберг отнёс вид к роду Cleistocactus. Видовой эпитет tominensis — означает «из местности в долине Томина (Боливия)».

### Подвиды
- Cleistocactus tominensis subsp. micropetalus (F.Ritter) Mottram

## Распространение и местообитание
C. tominensis — эндемик Боливии. Встречается в департаментах Ла-Пас, Чукисака и Тариха. Произрастает в лесах, на скалах и в долинах предгорьев Анд на высотах от 900 до 2 200 м.

## Охранный статус
Красная книга МСОП относит вид к «видам, вызывающим наименьшие опасения».